# Cantó de Miradors
Miradors és un cantó del departament francès del Gers amb les següents comunes:
- Castètharroi
- Flamarens
- Gimbreda
- Miradors
- Pèiracava
- Plius
- Sent Antòni deu Pont d'Arrats
- Senta Mèra
- Sempessèrra

## Història
| Data d'elecció                           | Identitat      | Partit                     | Qualitat |
| ---------------------------------------- | -------------- | -------------------------- | -------- |
| 1979-1992                                | André Monestes | PS                         |          |
| 1992-                                    | André Cochet   | Divers droite, després UMP |          |
| les dades anteriors no són pas conegudes |                |                            |          |
|                                          |                |                            |          |

## Demografia
| 1962  | 1968  | 1975  | 1982  | 1990  | 1999  | 2006  |
| ----- | ----- | ----- | ----- | ----- | ----- | ----- |
| 2.243 | 2.578 | 2.276 | 2.205 | 2.088 | 1.997 | 2.059 |